# Trincheras, Michoacán
Trincheras är en ort i Mexiko.   Den ligger i kommunen Juárez och delstaten Michoacán de Ocampo, i den södra delen av landet, 130 km väster om huvudstaden Mexico City. Trincheras ligger 1 447 meter över havet och antalet invånare är 118.
Terrängen runt Trincheras är bergig. Runt Trincheras är det ganska glesbefolkat, med 47 invånare per kvadratkilometer. Närmaste större samhälle är Heróica Zitácuaro, 12,9 km norr om Trincheras. I omgivningarna runt Trincheras växer huvudsakligen savannskog.